# Susan Quinn
Susan Quinn (Chillicothe, 1940) és una escriptora de llibres i articles de no-ficció. Ha estat redactora del The Atlantic, el New York Times Magazine i el Boston Globe Magazine, entre d'altres. Ha rebut els premis Penney-Missouri Magazine i el Golden Hammer Prize (del National Association of Home Builders) pel seus treballs de recerca. La seva biografia sobre Karen Horney va ser guardonada amb el Boston Globe Lawrence Winship el 1988. Va rebre una beca Guggenheim i va ser admesa al Bellagio Center Residency de la Fundació Rockefeller per treballar sobre la vida de Marie Curie, publicant finalment el llibre Marie Curie: A Life que va ser finalista del Premi Los Angeles Times Book, seleccionada per al premi Fawcett Book of Great Britain, també el 1995 va ser designat com un dels millors llibres de ciència pel Library Journal i va rebre el Grand prix de lectores de la rista Elle. Viu a Brookline, Massachusetts.

## Llibres
- A Mind of Her Own; The Life of Karen Horney (Simon and Schuster, Addison-Wesley and Perseus, 1987
- Marie Curie: A Life (Perseus, 1995
- Human Trials: Scientists, Investors and Patients in the Quest for a Cure (Perseus, 2001)
- Furious Improvisation: How the WPA and a Cast of Thousands Made High Art out of Desperate Times (Walker, 2008)
- Eleanor and Hick: The Love Affair That Shaped a First Lady (Penguin Random House, 2016)